# Tigranes, o Jovem

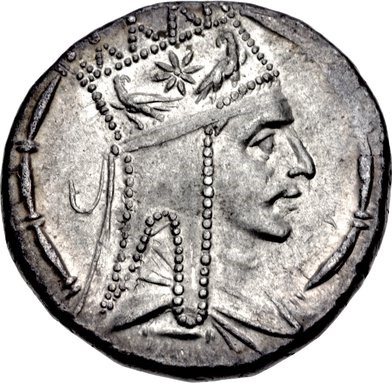
Tetradracma de Tigranes, o Grande

Tigranes, o Jovem (em latim: Tigrānēs; em grego: Τιγράνης; romaniz.: Tigránēs; em armênio/arménio: Տիգրան; romaniz.: Tigran), foi um príncipe artaxíada que governou brevemente o Reino de Sofena em 65 a.C..

## Nome
Tigranes (Tigrānēs; Τιγράνης, Tigránēs) é a forma latina e grega surgida do persa antigo *Tigrana (*Tigrāna) e do acadiano Tigranu (𒋾𒅅𒊏𒉡, Tīgranu). Hračʻya Ačaṙyan propôs que derivou por haplologia de *tigrarāna, supostamente significando "lutar com flechas" (cf. o persa antigo 𐎫𐎡𐎥𐎼𐎠𐎶, ⁠tigrām, “pontiagudo”, acusativo singular feminino), que Ačaṙyan entendeu que derivou do avéstico 𐬙𐬌𐬖𐬭𐬀 (tiγra, "flecha") e sânscrito तिग्म (tigmá, "pontiagudo") e do avéstico 𐬭𐬇𐬥𐬀 (rə̄na, "batalha, luta") e sânscrito रण (raṇa, "batalha")). Ele também comparou o grego antigo Tigrapates (Τιγραπάτης, Tigrapátēs, literalmente “mestre das flechas”) e, para a haplologia, o nome avéstico 𐬬𐬍𐬭𐬁𐬰 (vīrāz) de *vīra-rāz-. J̌ahukyan considerou a explicação improvável. É mais provável que decorra do iraniano antigo Tigrana (*Tigrāna-), uma formação patronímica com o sufixo *-āna- do nome *Tigra (*Tigrā-; lit. “delgado”), refletido no elamita Tigra (𒋾𒅅𒊏, Tīgra) e acadiano Tigra (𒋾𒅅𒊏𒀪, Tīgraʾ), da palavra discutida acima para "pontiagudo". O nome foi tardiamente registrado em armênio como Tigrã (Տիգրան, Tigran).

## Vida
Tigranes, o Jovem era filho e herdeiro do rei artaxíada da Armênia, Tigranes, o Grande (r. 95–55 a.C.). Sua mãe era Cleópatra do Ponto, filha de Mitrídates VI (r. 120–63 a.C.), rei do Ponto. Em c. 66 a.C., Tigranes desentendeu-se com seu pai e fugiu para a corte do xainxá arsácida Fraates III (r. 69–57 a.C.). Ele concordou em ajudar Fraates III a assumir o trono armênio em troca de se casar com sua filha. Este casamento, que ocorreu em 66/65 a.C., deu a Fraates III a oportunidade de se envolver nos assuntos da Armênia, incluindo impedir que o comandante romano Pompeu colocasse os interesses partas em risco. Fraates III, junto com Tigranes, liderou uma expedição à Armênia. Inicialmente bem-sucedidos, seus esforços foram interrompidos por um longo cerco em Artaxata, o que levou Fraates III a colocar Tigranes no comando da expedição, deixando-o com alguns soldados partas. No final das contas, ele foi derrotado por seu pai, levando-o a se juntar a Pompeu. Tigranes, o Grande logo se rendeu a Pompeu, que decidiu permitir que ele mantivesse sua coroa.  Em vez disso, Tigranes, o Jovem foi feito governante de Sofena com a garantia de que ascenderia ao trono armênio após a morte de seu pai.
No entanto, após um breve reinado, Tigranes foi preso e deportado para Roma. A razão por trás disso é contestada. De acordo com M. Rahim Shayegan, foi porque permaneceu um aliado de Fraates III, com quem ainda conspirou para derrubar Tigranes, o Grande, enquanto Michał Marciak afirma que foi devido à sua disputa com Pompeu sobre o tesouro de Sofena. Na primavera de 65 a.C., Fraates III protestou contra a prisão de seu genro, mas sem sucesso.